# Economia Luxemburgului
Economia Luxemburgului depinde în mare parte de sistemul bancar și de industria metalurgică. Luxemburghezii se bucură de-al doilea cel mai mare produs intern brut pe cap de locuitor din lume (est. CIA 2007), în urma Qatarului. În 2010 avea un deficit bugetar de 1.4%.
Economia stabilă, puternică a Luxemburgului, prezintă creștere moderată, inflație redusă și șomaj redus. Sectorul industrial, dominat de industria siderurgică, a devenit tot mai diversificat, și include produse chimice, cauciucuri și alte produse. În ultimele decenii, creșterile în sectorul financiar au compensat declinul oțelului. Serviciile, în special cele legate de bănci, ocupă un segment tot mai important al economiei.  În anul 2009 investițiile străine directe în Luxemburg au fost de 27,2 miliarde dolari.
Totodată, Luxemburg a investit aproape 15 miliarde de dolari în alte țări. Luxemburgul are legături comerciale și financiare în special cu Belgia și Olanda, și ca membru al UE, se bucură de avantajele pieței libere europene. Șomajul a fost de 4,4% din forța de muncă în iulie 2005.
Agricultura se bazează pe mici ferme familiale. Este cunoscut ca „Inima Verde a Europei”. În ceea ce privește folosirea terenului, acesta este împărțit în: arabil, vii si livezi 65 000 ha (25,5%), pasuni si finite 70 000 ha (26,6%), paduri 86 000 ha (33,2%), neproductiv 38 000 ha (14,7%).
Resursele Luxemburgului constau în:
- orz, griu, ovaz, cartofi, vita de vie, vin, fructe, lemn.
- fier (Esch, Petange), siderurgie (Differdange, Esch).
- otel 4 620 000 t/75 si fonta 3 888 000 t/75, ciment, ceramica, textile, bere.

Exportă produse siderurgice, textile, trandafiri, bere. Are 271 km de căi ferate; 139 100 (1975) de autovehicule cu indicativ auto L.
Moneda oficială este euro.